# Operação Trio
A Operação Trio (Servo-croata latino: Operacija Trio) foi a primeira operação conjunta de contrainsurgência germano-italiana em grande escala da Segunda Guerra Mundial conduzida no Estado Independente da Croácia (NDH), que incluía a atual Bósnia e Herzegovina. Foi realizado em duas fases no leste da Bósnia, de 20 de abril a 13 de maio de 1942, com a Milícia Ustaše e as forças da Guarda Nacional Croata participando do lado do Eixo. O objetivo da operação era atingir todos os insurgentes entre Sarajevo e o Rio Drina, no leste da Bósnia. Estes incluíam os Partisans Iugoslavos liderados pelos comunistas e os nacionalistas sérvios Chetniks. A diferenciação entre as bases das duas facções insurgentes era difícil, pois mesmo os grupos insurgentes liderados pelos comunistas consistiam principalmente de camponeses sérvios que tinham pouca compreensão dos objetivos políticos dos seus líderes.
A Operação Trio consistiu em duas partes, Trio I e Trio II. Juntos, eles formavam um elemento do esforço do Eixo conhecido como Terceira Ofensiva Inimiga (Treća neprijateljska ofenziva) na historiografia iugoslava do pós-guerra. A Ofensiva conjunta ítalo-Chetnik em Montenegro e na Herzegovina oriental constituiu o outro elemento. A Terceira Ofensiva Inimiga faz parte da estrutura das Sete Ofensivas Inimigas na historiografia iugoslava.
A operação teve eficácia limitada devido a vários factores, incluindo a acção preventiva da milícia Ustaše e os atrasos italianos. A área de operações situava-se na linha de demarcação entre as zonas de ocupação alemã e italiana dentro do NDH, o que levou a suspeitas mútuas e à falta de coordenação. Ambas as facções insurgentes evitaram lutar contra as forças do Eixo e do NDH, concentrando-se em lutar entre si. Após a Operação Trio, o líder partidário Josip Broz Tito, seu Quartel-General Supremo e a força principal partidária, composta pela 1ª e 2ª Brigadas Proletárias, retiraram-se de sua base de operações em torno de Foča. Após uma breve reorganização em torno da montanha Zelengora, a sudeste de Foča, eles transferiram suas operações para o oeste da Bósnia até o final de 1942.
A Operação Trio coincidiu e contribuiu para a polarização dos rebeldes quase exclusivamente sérvios no leste da Bósnia em dois grupos: os chetniks sérvio-chauvinistas e os partidários multiétnicos e liderados pelos comunistas. Encorajados pela propaganda Chetnik contra os croatas e os muçulmanos bósnios e repelidos pelas políticas sectárias de esquerda e pelas ações dos comunistas, muitos combatentes camponeses sérvios foram influenciados pela causa Chetnik. Golpes violentos ocorreram contra a liderança comunista de todos os destacamentos partidários, exceto um, no leste da Bósnia, e esses destacamentos efetivamente desertaram para os Chetniks. A maioria dos combatentes comunistas sobreviventes destes destacamentos voltaram a juntar-se às forças partidárias, e muitos retiraram-se com Tito para o oeste da Bósnia durante a Longa Marcha Partidária. Poucas semanas após o fim da Operação Trio, apenas 600 combatentes partidários restavam no leste da Bósnia, compreendendo o Grupo de Batalhões de Choque e o Destacamento Partidário de Birač. Todas estas forças procuraram refúgio na região de Birač. O movimento Chetnik no leste da Bósnia, na melhor das hipóteses uma confederação de senhores da guerra locais, foi fortalecido por deserções em massa dos Partidários. Durante algum tempo, governaram grandes partes da região, depois de fazerem acordos com o regime Ustaše em maio e junho de 1942.

## Prelúdio

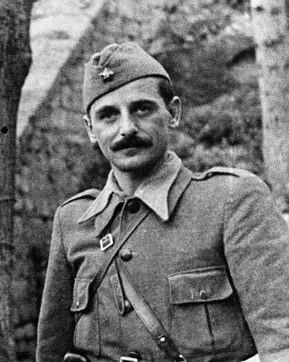
Koča Popović comandou a 1ª Brigada Proletária Partidária durante a Operação Trio

### República de Foča
Durante a Operação Sudeste da Croácia, Josip Broz Tito, seu Quartel-General Supremo e a 1ª Brigada Proletária comandada pelo veterano da Guerra Civil Espanhola Konstantin "Koča" Popović, retiraram-se para o sul, para Foča, na fronteira entre o leste da Bósnia e Herzegovina. Com a ajuda dos guerrilheiros montenegrinos, estabeleceram uma área libertada em torno de Foča e Goražde. Esta área, conhecida como "República Foča", foi ampliada por operações militares subsequentes. No final de Março, os Conselhos Populares de Libertação foram criados para governar 10 cidades e 92 aldeias na área libertada,  mas a organização comunista na área era limitada e de má qualidade. 

### Forças insurgentes
No final de 1941, havia seis destacamentos partidários no leste da Bósnia, com cerca de 7.300 combatentes operando nas áreas de Majevica, Ozren, Birač, Romanija, Zvijezda e Kalinovik.  Em janeiro de 1942, o destacamento Romanija suportou o peso da Operação Sudeste da Croácia e foi efetivamente destruído. Muitos combatentes partidários eram camponeses sérvios que foram para as florestas e montanhas para defender as suas famílias e aldeias contra os Ustaše; poucos estavam ideologicamente comprometidos com a causa partidária.  As forças Chetnik no leste da Bósnia não se opuseram à ofensiva do Eixo . Muitos retiraram-se através do rio Drina para o Território do Comandante Militar na Sérvia  para evitar o envolvimento com as forças alemãs e do NDH. 
Tanto o Quartel-General Supremo Partidário como o Estado-Maior General Partidário da Bósnia-Herzegovina estavam baseados na área de operações, com o Quartel-General Supremo de Tito controlando diretamente a 1ª Brigada Proletária, e o Estado-Maior General, comandado por Svetozar Vukmanović-Tempo, controlando os destacamentos Partidários em Leste da Bósnia sob a direção geral da Sede Suprema. 
No início de janeiro de 1942, o Quartel-General Supremo Partidário decidiu permitir que combatentes que não estivessem dispostos a se tornarem formalmente Partidários lutassem ao lado de unidades Partidárias. Esses "destacamentos voluntários" estavam sob o controle do Quartel-General Supremo do renomeado Exército Partidário e Voluntário de Libertação Popular da Iugoslávia, e foram estabelecidos a partir de ex-combatentes alinhados a Chetnik como os Destacamentos Voluntários Jahorina, Foča, Vlasenica, Srebrenica e Krajina. O Destacamento de Voluntários Krajina consistia em refugiados daquela região que fugiram para a Sérvia ocupada pelos alemães para escapar do terror Ustaše. Batalhões e companhias voluntárias também foram colocadas sob o comando dos destacamentos partidários originais, com muitos deles absorvidos como unidades inteiras com a adição de um quadro comunista. Alguns destacamentos de voluntários lutaram sob os seus próprios líderes e todos os destacamentos de voluntários lutaram sob a bandeira tricolor sérvia. 
Em fevereiro de 1942, o major Jezdimir Dangić e outros ex-oficiais do Exército Real Iugoslavo (muitos dos quais eram leais ao regime fantoche sérvio de Milan Nedić e/ou Draža Mihailović) entraram no leste da Bósnia vindos da Sérvia ocupada, onde alguns deles se retiraram para evitar a Operação Sudeste da Croácia. Eles começaram a reformar as unidades Chetnik no leste da Bósnia e começaram a agitar contra os guerrilheiros numa "base conservadora, nacionalista sérvia e anti-muçulmana".  Outras unidades Chetnik cruzaram para o leste da Bósnia vindos da Sérvia ocupada e atacaram os guerrilheiros. Eles incluíam a "Brigada de Choque Proletária Chetnik", uma unidade de 200 caças comandada pelo capitão Dragoslav Račić,  e outro grupo comandado pelo capitão Milorad Momčilović. 
As forças partidárias no leste da Bósnia e Herzegovina inicialmente consistiam quase inteiramente de camponeses sérvios, e isso tornou grande parte das bases dos destacamentos partidários e voluntários altamente suscetíveis à agitação pró-Chetnik, acomodações com forças Chetnik na área local e hostilidade para com não-sérvios. Os movimentos partidários no sentido do recrutamento multiétnico, a imposição de políticas de extrema esquerda e o uso do terror contra "inimigos de classe" tornaram todos os destacamentos partidários e voluntários vulneráveis a tal agitação. Os infiltrados Chetnik conseguiram juntar-se a destacamentos e virar as bases contra os seus quadros comunistas. Um exemplo disto ocorreu no Destacamento Partidário de Majevica, em 20 de Fevereiro, quando o estado-maior comunista foi massacrado pelos Chetniks em Vukosavci, perto de Lopare. 
A 2ª Brigada Proletária foi formada em Čajniče em 1 de março a partir de forças partidárias que se retiraram da Sérvia ocupada após a Operação Uzice.  No início de março, os Partidários começaram a reunir os combatentes mais leais de cada destacamento Partidário em "Companhias de Choque" e estabeleceram estruturas para o desenvolvimento de "Batalhões de Choque" e "Brigadas de Choque".  Ao mesmo tempo, as forças partidárias dispersadas pela Operação Sudeste da Croácia ameaçavam a linha ferroviária Tuzla - Doboj.  Em meados de março, o 1º Batalhão de Choque da Bósnia Oriental foi estabelecido em Srednje (fora de Sarajevo), e no final do mês o 2º Batalhão de Choque da Bósnia Oriental foi estabelecido em Drinjača (perto de Zvornik);  incorporou os 240 combatentes restantes do Destacamento Partidário Majevica. 
A concentração dos combatentes mais fiáveis em brigadas proletárias, batalhões de choque e companhias de choque enfraqueceu a integridade dos quatro destacamentos partidários restantes no leste da Bósnia, mas permitiu ao Quartel-General Supremo Partidário concentrar as suas melhores forças em unidades móveis para empreender operações ofensivas bem sucedidas contra o Chetniks. Capturaram várias cidades em março, incluindo Vlasenica e Srebrenica.  As operações partidárias ameaçavam a rede ferroviária em todo o leste da Bósnia, incluindo em torno de Sarajevo, no final de Março.  Muitos chetniks bósnios desertaram para os guerrilheiros, muitas vezes juntando-se como unidades completas sob o comando de seus comandantes chetniks anteriores. Essas antigas unidades Chetnik tornaram-se unidades do "Exército Voluntário", que atingiu uma força de cerca de 7.000 a 8.000 combatentes no final de março. A sua lealdade e valor militar para com os guerrilheiros eram muito limitados. 
Em 25 de março, o Estado-Maior Partidário da Sérvia informou ao Quartel-General Supremo Partidário que o movimento Partidário Sérvio havia sido "extinto", em grande parte como resultado da Operação Uzice e das operações subsequentes das forças de ocupação alemãs e seus colaboradores sérvios. Este foi um revés significativo para a causa partidária, pois Tito sempre considerou que o regresso à Sérvia era um ingrediente necessário para uma revolução bem-sucedida. 

## Planejamento
O planejamento da Operação Trio e da Operação Oeste-Bósnia associada em Bosanska Krajina ocorreu durante duas conferências do Eixo em março de 1942. Durante a conferência inicial em Opatija, de 2 a 3 de março, o Chefe do Estado-Maior General do NDH, Vladimir Laxa, opôs-se a uma proposta italiana de envolver os Chetniks da Bósnia e da Herzegovina nas operações planeadas e, com o apoio dos alemães, esta ideia foi inicialmente arquivado. A Operação Trio seria uma de uma série de operações de contra-insurgência planeadas para o leste da Bósnia, Herzegovina, Sandžak, Montenegro, oeste da Bósnia e Lika. Apesar disso, as únicas operações que foram realmente conduzidas entre março e junho de 1942 foram a Operação Trio e uma ofensiva combinada ítalo-montenegrina Chetnik em Montenegro e no leste da Herzegovina, que também está associada à Terceira Ofensiva Inimiga na historiografia iugoslava.  
O planejamento detalhado e os pedidos da Operação Trio foram finalizados em uma conferência em Liubliana, de 28 a 29 de março de 1942. Laxa, o general Mario Roatta (o comandante do Segundo Exército italiano) e o general der Artillerie Paul Bader (o comandante das forças alemãs no NDH) negociaram um compromisso permitindo a conclusão de acordos não políticos temporários com os chetniks da Herzegovina, liderados por Dobroslav Jevđević, mas não com nenhum dos grupos bósnios Chetnik, cujos líderes eram Petar Baćović na área de Foča e Jezdimir Dangić, que estava alinhado com o colaboracionista sérvio Milan Nedić. 

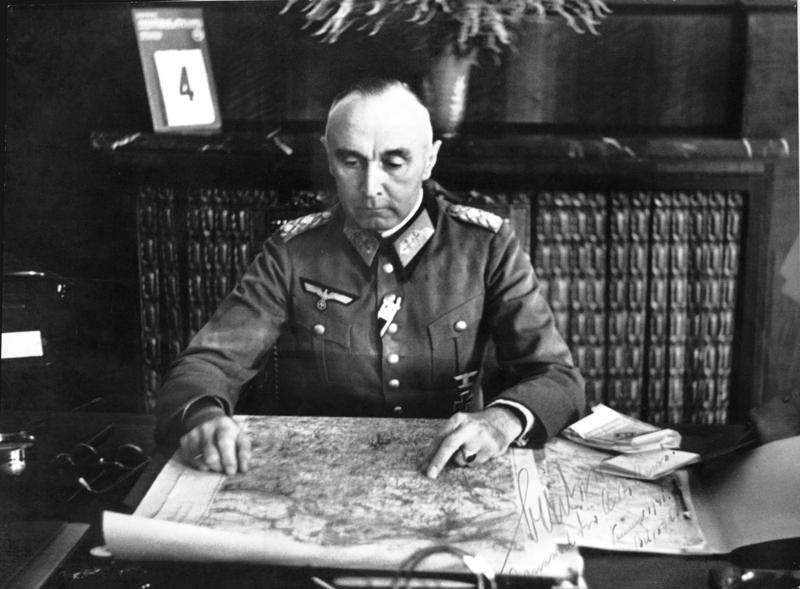
General der Artillerie Paul Bader foi o comandante tático do Eixo na Operação Trio

Atrasos significativos na finalização dos preparativos para a Operação Trio foram causados por divergências sobre onde ela começaria, quem estaria no comando, o envolvimento dos Chetniks e das forças do NDH, como lidar com a linha de demarcação entre as zonas de ocupação alemã e italiana e o que autoridades locais seriam criadas à medida que as localidades fossem libertadas dos insurgentes. O NDH contribuiu para a suspeita mútua entre alemães e italianos. As exigências italianas prevaleceram, porque estavam a comprometer forças maiores para a operação.  A decisão final foi tomada para atingir todos os insurgentes no leste da Bósnia, entre Sarajevo e o Drina. Ao longo da preparação para a Operação Trio, os italianos procuraram oportunidades para cruzar a linha de demarcação e expandir a sua esfera de influência para o leste da Bósnia para tirar vantagem da fraqueza alemã no NDH. As ordens finais de Bader para a operação atenderam a várias exigências italianas importantes, incluindo o controle militar sobre os assuntos civis na área de operações, o tratamento justo da população local,  e o tratamento dos chetniks não resistentes como prisioneiros de guerra. 
Bader foi nomeado comandante tático das forças combinadas (conhecidas como Kampfgruppe Bader) comprometido com a Operação Trio, mas para apaziguar os italianos a força estava formalmente sob o comando geral do Segundo Exército Italiano, comandado por Roatta. Kampfgruppe Bader consistia na 718ª Divisão de Infantaria (a única divisão alemã estacionada no NDH na época), na 22ª Divisão de Infantaria italiana, na 1ª Divisão Alpina, na 5ª Divisão Alpina e em 28 batalhões do NDH. Desde 18 de fevereiro, a 718ª Divisão de Infantaria era responsável por uma área de operações limitada pelo Sava e pelo Bosna ao norte, pelo Drina a leste e pela linha de demarcação germano-italiana ao sul. Principalmente devido à falta de transporte e poder de fogo, a divisão só conduziu operações ofensivas limitadas contra os guerrilheiros entre meados de fevereiro e meados de abril.
A data de início original planeada, 15 de Abril, foi adiada quando os italianos tiveram problemas em deslocar-se para as suas posições de partida e mais tarde tiveram problemas em fornecer transporte para estabelecer linhas de comunicação através do Adriático. A operação foi remarcada para 25 de abril.  Antes da conferência de Ljubljana, as autoridades Ustaše estavam preocupadas com as negociações entre os comandantes alemães e italianos e Dangić,  e estavam particularmente preocupadas com a possibilidade de os alemães permitirem que os italianos e os chetniks usassem Sarajevo como base.  Em 31 de março, o comandante da Legião Negra Ustaše, Jure Francetić, lançou uma ofensiva preventiva principalmente contra os Chetniks de Dangić. Francetić capturou Vlasenica, Bratunac e Srebrenica, encontrando resistência limitada dos guerrilheiros, e depois dispersou os mais numerosos Chetniks , infligindo perdas significativas. 
No início de abril, Dangić viajou para Belgrado para discussões com representantes dos líderes Nedić e Chetnik. Ele foi preso pelas autoridades alemãs e enviado para um campo de prisioneiros de guerra na Polônia ocupada .  Dangić foi substituído por Stevan Botić.  Em 15 de abril de 1942, o comandante da Wehrmacht no sudeste da Europa, Generalfeldmarschall (marechal de campo) Wilhelm List, emitiu uma ordem proibindo as unidades da Wehrmacht de negociar com quaisquer grupos rebeldes. Apenas a Abwehr (inteligência militar) e as unidades policiais deveriam manter a vigilância de tais grupos através de informantes e agentes disfarçados. 
Após vários meses de tensão crescente entre as facções que lutavam pelo poder dentro da insurgência, ocorreu o primeiro dos golpes pró-Chetnik, no Destacamento Partidário de Ozren. Foi desencadeada pela prisão e execução, em 18 de abril, do agitador pró-Chetnik Bogdan Jovićić por Vukmanović-Tempo e pelo recém-formado 1º Batalhão de Choque da Bósnia Oriental. Seguiram-se combates entre membros pró-Chetnik do destacamento e o Batalhão de Choque. Vukmanović-Tempo então abandonou o Destacamento Partidário de Ozren, levando consigo o pessoal do destacamento e permanecendo como partidários leais. 

## Operação
Em 18 de abril, Bader informou Roatta da necessidade de tomar medidas imediatas para socorrer a guarnição croata sitiada em Rogatica e, em 20 de abril, informou aos seus superiores que a operação conjunta germano-italiana havia fracassado devido à inação italiana.  Na sequência da ofensiva de Francetić, os alemães agiram preventivamente para limpar a área a norte da linha de demarcação antes do início formal da operação. Este avanço em direcção ao Drina de 20 a 30 de Abril, coordenado com as forças do NDH, foi a primeira fase da Operação Trio (Trio I).   A 718ª Divisão de Infantaria avançou a partir de áreas de reunião em Sarajevo, Olovo e Tuzla, com o objetivo de socorrer Rogatica e limpar a área circundante dos guerrilheiros.  A luta ficou muito confusa, com os Chetniks, que estavam sob ataque da Legião Negra, evitando as unidades alemãs, que passaram por eles para atacar os Partidários. A força principal partidária evitou lutar contra a Legião Negra, atacando os Chetniks pela retaguarda enquanto eles enfrentavam as tropas de Francetić.  A 5ª Divisão Alpina italiana Pusteria utilizou tropas Chetnik de Sandžak como auxiliares durante seu avanço sobre Čajniče, que coincidiu com o avanço alemão-NDH em direção ao Drina.  Rogatica foi substituído sem combate em 27 de abril, e a força combinada alcançou o Drina três dias depois. 
Mais golpes pró-Chetnik ocorreram na segunda quinzena de abril. O primeiro foi em um dos batalhões restantes do Destacamento Partidário Romanija, seguido por todos os três batalhões do Destacamento Partidário Zvijezda. Os comissários políticos de todas as empresas foram mortos. No início de maio, também ocorreram golpes em batalhões do Destacamento Partidário Kalinovik e do Destacamento Voluntário Foča. 
De 8 a 9 de maio de 1942, outro golpe pró-Chetnik ocorreu no recém-criado Destacamento Partidário Zenica, e cerca de 30 comunistas e seus apoiadores foram mortos. Cerca de 100 combatentes partidários restantes dos destacamentos de Ozren e Zenica foram incorporados ao 3º Batalhão de Choque da Bósnia Oriental. 
Os italianos acreditavam que a operação preliminar alemã-NDH tinha sido concebida para evitar a necessidade de envolver os italianos na limpeza do leste da Bósnia, impedindo-os assim de expandir a sua esfera de influência. A segunda fase da operação (conhecida como Trio II ou "Operação Foča") começou em 7 de maio e foi uma operação conjunta bastante pequena para capturar Foča e Kalinovik, mas a essa altura o Quartel-General Supremo Partidário e a força principal já haviam evacuado Foča, que foi capturado em 10 de maio. Após reclamações e manobras políticas italianas, Roatta assumiu naquele dia o controle direto da operação, mas os combates já haviam terminado.   Apesar das tentativas de evitar o combate, os guerrilheiros sofreram perdas significativas. 

## Consequências
Depois de limpar as grandes cidades da região de Birač de partisans e chetniks, a Legião Negra cometeu atrocidades em grande escala contra sérvios e judeus na região, incluindo o massacre de cerca de 890 pessoas de Vlasenica depois de violar mulheres e garotas.  
Junto com os três Batalhões de Choque da Bósnia Oriental, o Estado-Maior Partidário da Bósnia-Herzegovina primeiro tentou cruzar o Bósnia para seguir o Quartel-General Supremo Partidário e a força principal para o oeste da Bósnia, mas em vez disso recuou para Birač, onde uniu forças com o Destacamento de Birač no final de maio.  O Destacamento Partidário de Birač foi o único destacamento partidário ou voluntário no leste da Bósnia que não sofreu um golpe pró-Chetnik em março-maio de 1942.  Em junho-julho de 1942, os guerrilheiros no leste da Bósnia foram reduzidos a uma força de cerca de 600 combatentes. 
Em meados de Maio, a Operação Trio foi seguida pela ofensiva conjunta ítalo-Chetnik contra destacamentos Partidários dentro da zona de ocupação italiana no leste da Herzegovina e Montenegro, com efeitos semelhantes: os Partidários perderam quase todo o território libertado nestas áreas. Esta ofensiva também é considerada parte da Terceira Ofensiva Inimiga na historiografia iugoslava.  Após a Operação Trio, as forças do NDH permaneceram ao sul da linha de demarcação entre as zonas de ocupação alemã e italiana, apesar dos protestos dos italianos. 
Após a Operação Trio e a ofensiva conjunta Ítalo-Chetnik, os Partidários formaram mais três Brigadas Proletárias, compostas principalmente por Montenegrinos. A Operação Trio contribuiu para a decisão do Quartel-General Supremo Partidário de se retirar para o oeste da Bósnia na Longa Marcha Partidária, que começou no final de junho de 1942. 
Embora tenha sofrido baixas significativas no combate à Legião Negra, o movimento Chetnik no leste da Bósnia beneficiou da deserção em massa dos Partidários e dos muitos golpes pró-Chetnik em destacamentos Partidários e voluntários. Apesar da falta de unidade, o movimento Chetnik prosperou no leste da Bósnia durante o restante de 1942 porque alguns líderes Chetnik fizeram acomodações com o regime Ustaše e tantos Chetniks e Partidários não estavam dispostos a matar outros sérvios bósnios da facção oposta. 

#### Artigos
- Hehn, Paul N. (1971). «Serbia, Croatia and Germany 1941–1945: Civil War and Revolution in the Balkans». Toronto: University of Alberta. Canadian Slavonic Papers. 13 (4): 344–373. ISSN 0008-5006. doi:10.1080/00085006.1971.11091249. Consultado em 8 de abril de 2012
- Virtue, Nicolas Gladstone (2011). «Occupation Duty In The Dysfunctional Coalition: The Italian Second Army And Its Allies In The Balkans, 1941–43». Calgary: Centre of Military and Strategic Studies. Journal of Military and Strategic Studies. 14 (1): 344–373. ISSN 1488-559X

### Leitura Adicional
- Burgwyn, H. James (2005). Empire on the Adriatic: Mussolini's Conquest of Yugoslavia 1941–1943. New York: Enigma. ISBN 1-92963-135-9
- Ramet, Sabrina P. (2006). The Three Yugoslavias: State-Building and Legitimation, 1918–2004. Bloomington: Indiana University Press. ISBN 0-271-01629-9